# 浦田かず
浦田かず（うらたかず）は、日本の作家、写真家。
愛知県名古屋市出身。

## 経歴
1960年生まれ。
関西大学経済学部卒業。
2016年6月に会社を退職。
同年11月頃より、フリーライターとして活動をスタート。
ライターをする傍ら、写真や小説を趣味にしはじめた。
本としては、「昭和世代のブラックショートショート 壱」「KINDLEで写真集を出す」ヒコーキ風景写真集「空」等をKINDLEほかで出版。
ヒコーキ写真は2018年春から撮影スタート。
「茨城空港フォトコンテスト」「福岡空港フォトコンテスト」「富士山静岡空港フォトコンテスト」等で入賞。
ポートレート写真は2020年秋から撮りはじめた。
「REAL PORTRAIT NAGOYA」「REAL PORTRAIT TOKYO」等で入賞。

## 作品リスト
小説
- 「昭和世代のブラックショートショート 壱」[1]
- 「昭和世代のブラックショートショート 弐」[2]

ほか
ハウツー本
- 「Kindle電子書籍出版 必携マニュアル」[3]
- 「CanvaでKindleの電子書籍の表紙を作る2022」[4]

ほか
写真集
- 「ヒコーキ風景写真集 空 ku」[5]
- 「羽田空港 DE 飛行機撮影」[6]

ほか
出典：浦田かず- Amazon.co.jp の著者ページ

## 写真の入選歴
- 第13回 彦根フォトコンテスト ネット応募の部 入選[7]
- 2017可睡ゆりの園フォトコンテスト 特選[8]
- 第11回 ふれあい百景フォトコンテスト 優秀賞とスマホ部門入選
- 第5回 なばなの里デジタルフォトコンテスト なばなの里賞[9]
- 第14回 彦根フォトコンテスト 写真応募の部 入選[10]
- JAPAN PHOTO 2017 秋冬フォトコンテスト ネイチャー・生き物部門 佳作[11]
- 茨城空港フォトコンテスト2018 入賞
- ソラシドエア フォトコンテスト 2018 入賞
- 第12回 ふれあい百景フォトコンテスト プリント部門とデータ部門 同時入選
- 第15回 きりしまフォトコンテスト エアポート部門 Peach Aviation賞 受賞[12]
- 茨城空港フォトコンテスト2019 入賞
- ソラシドエア フォトコンテスト 2019 入賞[13]
- 福岡空港フォトコンテスト2020 オリエンタルエアブリッジ賞 受賞[14]
- 第13回 ふれあい百景フォトコンテスト データ部門 入選
- 第10回 なばなの里デジタルフォトコンテスト ベゴニア賞[15]
- 茨城空港フォトコンテスト2020 タイガーエア台湾賞 受賞[16]
- 第11回 なばなの里デジタルフォトコンテスト ベゴニア賞[17]
- 富士山静岡空港フォトコンテスト 富士山静岡空港賞 受賞[18]
- 第12回 なばなの里デジタルフォトコンテスト　ベゴニア賞 [19]
- REAL PORTRAIT 2021 NGP特別賞[20]
- 第13回 なばなの里デジタルフォトコンテスト バラ賞[21]
- REAL PORTRAIT TOKYO 2022 奨励賞[22]
- 富士山静岡空港フォトコンテスト 佳作
- あいち花マルシェ2022 フラワーフォトコンクール 銅賞[23]
- REAL PORTRAIT NAGOYA 2022 NGP特別賞[24]
- REAL PORTRAIT TOKYO 2023 優秀賞[25]
- PORTRAIT BIWAK BLUE HASEO賞、吉川みな賞[26]
- REAL PORTRAIT NAGOYA 2023 NGP賞 名古屋の宝物賞[27]
- REAL PORTRAIT TOKYO Ⅲ KANIフィルター賞[28]
- REAL PORTRAIT NAGOYA 2024 高橋伸哉賞 優秀賞 人気投票賞4位 [29]
- PASHA STYLE Select Nine 2024 受賞[30]
- 2025JPS展 入選[31]
- REAL PORTRAIT TOKYO Ⅳ 笹口悦民賞 優秀賞 [32]
- 春姫まつりフォトコンテスト カメラ部門 最優秀賞 インスタグラム部門 優秀賞 [33]

出展：脚注参照

## 写真展
- 福士ゆい変幻自在展（出展）[34]
- REAL PORTRAIT 2021（出展）[35]
- PASHA STYLE 認定作品展vol.4（出展）[36]
- REAL PORTRAIT TOKYO 2022（出展）[37]
- PORTRAIT RIZE（出展）
- 福士ゆい変幻自在展～春夏秋冬～（出展）[38]
- REAL PORTRAIT NAGOYA 2022（出展）[39]
- PORTRAIT RIZE02（出展）
- X PORTRAIT EXHIBITION 2（出展）[40]
- REAL PORTRAIT TOKYO 2023（出展）[41]
- 白川うみ展~infinite~（出展）[42]
- REAL PORTRAIT S（出展）[43]
- PORTRAIT BIWAK BLUE （出展）[44]
- REAL PORTRAIT NAGOYA 2023（出展）[45]
- REAL PORTRAIT TOKYO Ⅲ（出展）[46]
- REAL PORTRAIT S+NEXT（出展）[47]
- Web写真展 かず × ましゅろ～（個展）[48]
- Web写真展 HANEDA（個展）[49]
- REAL PORTRAIT NAGOYA 2024（出展） [50]
- 浦田かず個展 Ultimate[51]
- ビーコレ BIMAGE COLLECTION 2025（出展）
- JPS展
- REAL PORTRAIT TOKYO Ⅳ（出展） [52]

出展：脚注参照